# Ad 's-Gravesande
Adriaan (Ad) 's-Gravesande (Boskoop, 5 februari 1947) is een Nederlands documentairemaker, radio- en televisiepresentator, en producent van artistieke en mediaproducties.

## Loopbaan
Na de middelbare school studeerde hij hoorn en piano aan het Conservatorium van Aken en politicologie aan de Universiteit van Amsterdam. Hij werkte als programmamaker/eindredacteur bij AVRO-radio en televisie, VARA-radio en VPRO-televisie. Bij de laatste omroep was hij eindredacteur/presentator en leidde hij vele discussieprogramma's over maatschappelijke en culturele onderwerpen.
Hij was van 1984 tot 1991 directeur van de stichting Bijzondere Kunstmanifestaties en artistiek leider van het Holland Festival. In zijn periode ontstonden bij de stichting BKm nieuwe projecten en festivals, zoals Het Theaterfestival, het Holland Dance Festival en Amsterdam Culturele Hoofdstad (1987). Aansluitend was hij als hoofdredacteur verbonden aan het weekblad HP/De Tijd en hoofdredacteur ad interim van het regionale televisiestation AT5.
Als onafhankelijk mediaproducent en -adviseur fungeerde hij in de jaren negentig als initiator, presentator, regisseur, documentairemaker en eindredacteur van producties voor de Publieke Omroep en Canal+. Vanaf 1997 vervulde hij de functie van directeur der Nederlandse Film en Televisie Academie en maakte hij deel uit van het Managementteam van de Amsterdamse Hogeschool voor de Kunsten. Van 1999 tot en met 2004 was hij weer in dienst van de omroep waar hij zijn carrière in 1966 begon, de AVRO, nu als programmadirecteur radio, televisie en internet.
Thans is hij voorzitter en medeoprichter van Omroep C en actief als adviseur voor kunsten en media. Ook presenteert hij het programma De Recensenten op Het Gesprek.

## Kunsten
Bij de stichting voor Bijzondere Kunstmanifestaties tekende 's-Gravesande voor de artistieke leiding van het jaarlijkse Holland Festival, dat zich in zijn periode mocht verheugen in een aanmerkelijke toename van het aantal bezoekers. Bovendien wist hij, samen met bestuursvoorzitter prof. dr. Arie van der Zwan, het festivalbudget te verdubbelen met behulp van sponsors en door verhoging van overheidssubsidies.
Hij initieerde het Holland Festival Orkest voor de begeleiding van bijzondere theaterprojecten, het tweejaarlijkse Holland Dance Festival in Den Haag en Off Holland (voor jong internationaal theatertalent) in Amsterdam.
In opdracht van het Prins Bernhardfonds produceerde hij internationale poppentheater-festivals (1987 en 1990). Hij was onder meer (mede)verantwoordelijk voor projecten als La France aux Pays-Bas (1986), Hongarije-Nederland (1987), Nieuwe Amerikanen (1987), William & Mary (1988), het USSR-project (1989) en het Centraal-Europa-project (1990).
Ad 's-Gravesande was, op uitnodiging van de Minister van WVC, co-producent van de manifestatie Amsterdam Culturele Hoofdstad (1987).

## Media
Sinds 1966 is 's-Gravesande als programmamaker, eindredacteur en/of presentator betrokken geweest bij radioprogramma's als:
Op de Jonge Golf (Minjon), Toemaar, Rits, Superclean Dreammachine (AVRO) en Dingen van de Dag (VARA) X, een sprong in het duister (NRU), Met het oog op morgen (NOS), Het oor van 4 (NPS) en De grote klok (VPRO) en televisieprogramma's als Rooster en Vjoew (AVRO), Picknick, Campus, Berichten uit de Samenleving, Het Gat van Nederland, Machiavelli, Nederland in de jaren 50 en 60, Grand Gala's, Over Een Duitse Familie (Wagner), Hollands Spoor, Extra, Nieuws, Tijdverschijnselen, Henriëtte Bosmans, Op zoek naar Mozart, Hollands Spoor, Kupfer & Beethoven, Nieuwe Nederlandse Muziek, Het Orkest (Koninklijk Concertgebouworkest), Gemengde Gevoelens en Herfst in het Paradijs (VPRO), De Connaisseur, Kunstmest (NOS/NPS), Peter Diamand, De Nieuwe Heren van de Thee, Domein van de Vrijheid en de NPS-Cultuurprijs (NPS), Catharina de Grote, Meester van de Beweging (AVRO), Een kettingzaag voor het verleden, Sprookjes van Grip, De Laatste Deur (VPRO), Bakeliet (AT5) en dirigent Frans Brüggen.

## Overig
Hij trad frequent op als congresvoorzitter of forumleider op beleids- en discussiebijeenkomsten van overheid, particuliere organisaties en bedrijfsleven.
Hij vervult en vervulde een groot aantal adviserende en bestuurlijke functies in de wereld van de media en de kunsten.
Nevenfuncties:
- 1986 - 1989 - lid adviescommissie Fonds Nederlandse Film
- 1987 - 1989 - bestuurslid stichting Het Theaterfestival
- 1991 - 1997 - bestuursvoorzitter stichting Schönberg Kwartet
- 1994 - 2000 - bestuursvoorzitter stichting November Music
- 1996 - 2004 - bestuursvoorzitter stichting Nieuw Ensemble
- 1997 - 2004 - bestuurslid Media Academie Hilversum
- 1997 - 2002 - lid Raad van Advies Nederlands Audiovisueel Archief
- 1998 - heden - bestuurslid bioscoop Het Ketelhuis Amsterdam
- 1998 - heden - bestuurslid stichting Young Pianist Foundation
- 1999 - 2000 - voorzitter adviescommissie Kunstenplan Den Haag
- 1999 - 2003 - vicevoorzitter Amsterdamse Kunstraad
- 1999 - heden - ambassadeur Forum Democratische Ontwikkeling
- 2002 - heden - lid Raad van commissarissen Lloyd Hotel Amsterdam
- 2004 - heden - bestuurslid stichting Diaghilev
- 2005 - heden - lid Raad van toezicht concertgebouw De Doelen R'dam
- 2005 - heden - voorzitter stichting Beeldrecht
- 2005 - heden - voorzitter Vereniging voor kunst, cultuur en erfgoed/Kunsten '92